# Tramlijn 17 (Antwerpen)
De Antwerpse tramlijn 17 verbond het Station Antwerpen-Centraal met Wilrijk. Het was een versterkingsrit van tramlijn 5, die Wilrijk verbond met de Groenplaats. In 1957 werd de lijn vervangen door een busdienst, die vandaag nog steeds bestaat.

## Traject
Lijn 17 deelde het traject van lijn 5 van Wilrijk tot de Harmonie aan het Koning Albertpark en volgde verder het traject van lijn 2 naar het Centraal Station.

## Geschiedenis
Tramlijn 17 werd in 1926 in dienst genomen tussen Wilrijk Bist en het Centraal Station, om het aantal trams dat draaide op de Groenplaats te verminderen (tezelfdertijd werd om dezelfde reden ook de reisweg van de eigenlijke tramlijn 5 gewijzigd). Het oorspronkelijke eindpunt lag op de Heistraat, vlak voor de overweg. In 1926 kwam de terminus in de Jozef Kenneslei en in 1938 werd op het August Van Daelplein (het latere Frans Nagelsplein) een keerlus aangelegd.
Op 31 december 1956 reed deze tramlijn voor het laatst uit: ze werd vervangen door buslijn 17.

## Kenkleur
De tram had een rood-geel koersbord. Voor buslijn 17 werden deze kleuren gemengd tot een oranje koersbord.

## Buslijn 17
Op 1 januari 1957 werd de bediening van tramlijn 17 overgenomen door een bus, die reed van het Koningin Astridplein tot aan de luchthaven. In 1972 werd de bus verlengd tot het UIA, in 1979 zelfs tot het UZA, net over de grens met Edegem. In het stadscentrum werd de lijn in 2008 verlengd naar de Brouwersvliet, en wat later zelfs tot aan de Rijnkaai op het Eilandje, maar vanaf 3 juni 2017 wordt ze weer ingekort tot aan de Brouwersvliet. Wegens werken aan de Noorderlijn op de Leien werd buslijn 17 op 3 november 2017 verder ingekort tot de Noorderplaats.